# Emil Christian Hansen
Emil Christian Hansen (8 de mayo de 1842 - 27 de agosto de 1909) fue un fisiólogo y micólogo danés especializado en la fermentación de la levadura. Financió parte sus estudios y educación iniciales escribiendo novelas. En el año 1876 ganó una medalla de oro debido a un ensayo sobre hongos.

## Biografía
Fue empleado de la empresa Carlsberg y desarrolló labores de investigación en los laboratorios en Copenhague, descubrió una levadura compuesta de diversos hongos cultivados de forma artificial. Hansen fue capaz de aislar una célula de levadura tras haberla combinado con una solución de azúcar. La célula aislada se denominó Saccharomyces carlsbergensis, y hoy en día es empleada en la elaboración de las cervezas de tipo Lager.

## Honores

### Eponimia
Género de hongos
- Hansenula (hoy Pichia)
- La abreviatura «E.C.Hansen» se emplea para indicar a Emil Christian Hansen como autoridad en la descripción y clasificación científica de los vegetales.[1]